# Quinto Fabio Vibulano (cónsul 485 a. C.)
Quinto Fabio Vibulano  (m. 480 a. C.) fue un político y militar romano del siglo V a. C. perteneciente a la gens Fabia. Batalló con éxito contra volscos, ecuos y etruscos.

## Familia
Quinto Vibulano fue miembro de los Fabios Vibulanos, una rama familiar patricia de la gens Fabia, y hermano de Cesón Fabio Vibulano y Marco Fabio Vibulano.

## Carrera pública
Fue elegido para el consulado en el año 485 a. C. y se le encargó la guerra contra volscos y ecuos que llevó con éxito. En lugar de dividir el botín entre sus soldados, lo vendió y depositó el dinero derivado de la venta en el tesoro público.
En el año 482 a. C. fue cónsul por segunda vez, en esta ocasión con Cayo Julio Julo. Ambos cónsules marcharon contra la ciudad de Veyes, pero como el enemigo no se presentó a combatir, se dedicaron a devastar sus tierras y regresaron a sus hogares. En 480 a. C. combatió bajo las órdenes de su hermano Marco en contra de los etruscos y fue muerto en batalla.